# Virneburg (Langenfeld)
Mit Virneburg wird neben einem Gehöft auch eine Ortslage des Stadtteils Reusrath der Stadt Langenfeld bezeichnet.

## Geografie

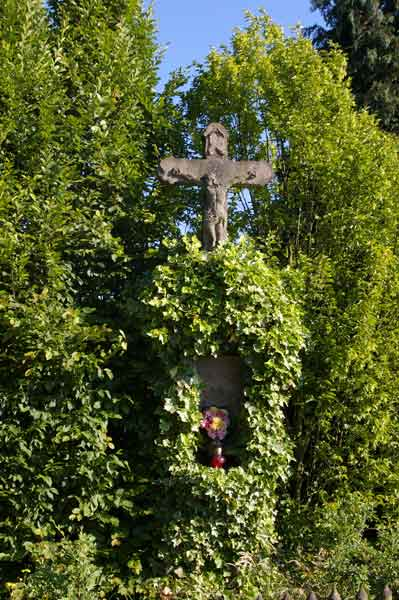
Wegekreuz Virneburg

Die Ortslage Virneburg befindet sich westlich der A 3, nordwestlich der Trompeter Straße, nordöstlich von Reusrath selbst, südöstlich der Dückeburg, südlich von Hapelrath und südwestlich der Bahnstrecke Mülheim-Speldorf–Troisdorf der ehemaligen Rheinische Eisenbahngesellschaft. Die Ortslage besteht aus mehreren Gehöften und einigen Wohnhäusern. Zwei der Höfe tragen Burgen-Namen: Dies sind die Virneburg mit dem unter Denkmalschutz stehenden Portalgitter sowie die Möckenburg. Ein weiteres Baudenkmal befindet sich zwischen den beiden Höfen, das Wegekreuz Virneburg. Geologisch betrachtet, besteht die Gegend aus lehmig-schwerem Ackerboden mit felsigem Untergrund.

## Geschichte
Systematisch aufgelesene Scherbenfunde in der Ortslage Virneburg gehen nicht über das späte 16. Jahrhundert hinaus, während solche in der Nähe anderer Reusrather Höfe bis zurück in das 6. und 7. Jahrhundert reichen und in großer Zahl aufgenommen werden konnten. Die Fundsituation entspricht damit der Urkundenlage: Die Virneburg wird erstmals im Jahre 1596, die so genannte Mückeburg erstmals 1673 erwähnt. 1816 wird die Firneburg in Reusrath als Bauerschaft mit 48 Einwohnern geführt. Auf dem Weg in die Industrialisierung tauchen dann ab etwa 1650 an der Virneburg (in der Ortslage Virneburg) auch Flachs- und Wolle-Spinner sowie Leinwand-Weber auf. Damit dürfte die Ortslage nur zu Beginn der Besiedlung rein agrarisch strukturiert gewesen sein. Heutzutage finden sich dort noch immer landwirtschaftliche Betriebe, eine Pferdewirtschaft, Klein- und Kunstgewerbe, reine Wohnbebauung sowie die Virneburgschule, eine aus den 1960er Jahren stammende Förderschule für geistig Behinderte aus Langenfeld, Monheim, Hilden und Haan. Eine Sanierung und teilweise Neuerrichtung der Schulgebäude steht ab 2009 an.

## Zum Namen
Hans Bahlow hält hinsichtlich der Virne-burg das Überbleibsel eines Namens aus keltischer Zeit für vorliegend, den er als einen Gattungsnamen für Wasser, Quelle, Bach, See, Sumpf, Schilf, Moor, Ried, Moder, Fäulnis, Schmutz, Schlamm, Schleim und dergleichen ansieht. Die Virne-burg taucht auch in der Schreibweise Firne-burg auf und erinnert mit dieser Schreibweise an den uns noch heute bekannten Firn, den Schnee des letzten Winters. Eine solche Verknüpfung würde auch Bahlow bestätigen, der den ersten Bestandteil des Namens im weitesten Sinne mit Wasser in Verbindung bringt. Die in gleicher Ortslage, nur einen Steinwurf von der Virneburg entfernte Mücke- oder Möckenburg, erinnerte übrigens, wenn denn tatsächlich die Mücken gemeint wären, mit ihrer Fortpflanzungsweise ebenfalls an Wasser.

## „Burg“ Virneburg und „Burg“ Möckenburg?

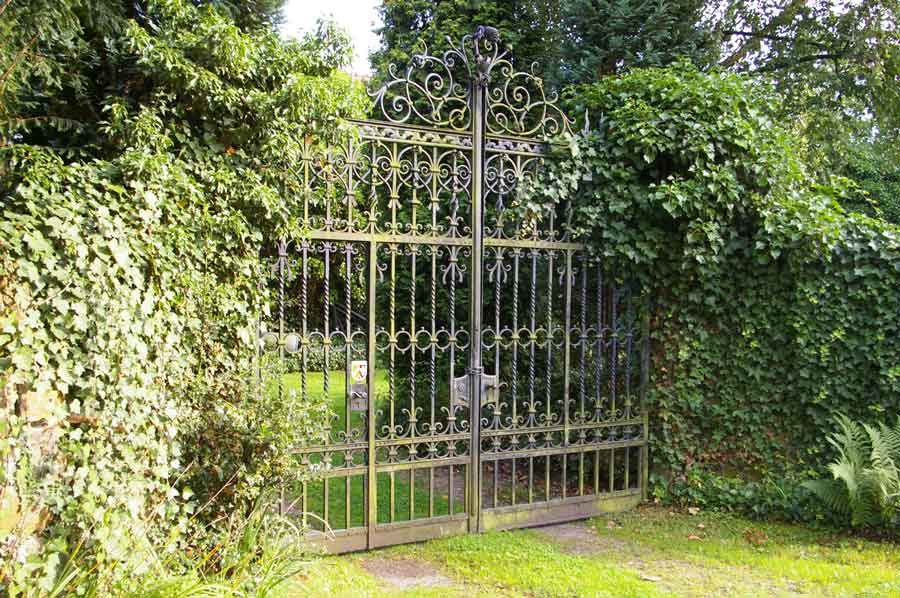
Denkmalgeschütztes Portalgitter des 'Virneburg'-Bauernhofs

Ungewöhnlich ist für beide Höfe eine Bezeichnung mit dem Suffix -burg, denn diese Endung weist üblicherweise auf einen Rittersitz oder eine befestigte Stadt hin. Beide Höfe stellten aber von der Bauform her immer Bauernhöfe und nicht Burgen dar. Adelige mit Namen „von Virneburg“ oder „von Möckenburg“ und entsprechende Eigentumsverhältnisse sind für beide Bauernhöfe ebenfalls nicht überliefert. Zwar ist aus einer Eingabe vom 22. August 1363 bekannt, dass ein Knappe namens Adolf von Virneburg die Pfarrei Richrath, das heißt die Pfründe, länger als ein Jahr innehatte, ohne zum Priester geweiht zu sein, doch war dieser "Geistliche" kein Angehöriger des lokalen Adels, sondern stammte, so lässt es der Name vermuten, aus dem Geschlecht deren von Virneburg aus dem rheinland-pfälzischen Virneburg. Außer diesem kurzen Gastspiel des Adolf von Virneburg mag noch das beherzte Eintreten Heinrichs I. von Virneburg in der Schlacht von Worringen am 5. Juni 1288 von einiger Bedeutung für das damals zum Herzogtum Berg gehörende, heutige Langenfeld gewesen sein. Ansonsten gab es erkennbar keine Verbindungen in das Eifelstädtchen Virneburg und zum dort ansässigen Adel. Da auch die Bauform Burg in der Neuzeit durch die Bauform Schloss abgelöst wurde, bleiben die Namen Virneburg und Möckenburg zunächst ein Rätsel.
Betrachtet man jedoch den Verlauf der Virneburgstraße und deren Verlängerung nach Hapelrath hin, so fällt ins Auge, dass dort im Wald zwischen dem Weiler selbst, der Trompeter Straße und der A 3 eine undatierte Ringwallanlage, möglicherweise germanischen Ursprungs, liegt. Ein noch gut erhaltener Wall (Fundstelle 1762 011) verläuft in einem weiten Bogen halbkreisförmig von Westen nach Nordwesten. In diese könnte zudem nach den Bodenzeichnungen im Frühmittelalter eine Turmhügelburg (auch Motte genannt) hinein gebaut worden sein. Die Müffling-Karte von 1824 verzeichnet im Übrigen inmitten des Walls einen Erdgruben/Torfabbau.
Eine weitere Anlage (Fundstelle 1762 017) liegt an der Bahnstrecke zwischen Immigrath und Hapelrath, näher auf die Motte Flachenhof hin. Hinsichtlich des erhaltenen Hügels vermutet man einen ursprünglich rechteckigen Grundriss. Über Funktion und Zeitstellung ließen sich keine Angaben machen. Auf der anderen Seite der Bahn wird ein halbkreisförmig verlaufender, breiter Damm (Fundstelle 1762 018) beschrieben. Der diesen vervollständigende zweite Damm dagegen bleibt unerwähnt, mutmaßlich weil dieser durch den Bahnbau auf erhöhter Trasse nur noch schlecht erkennbar ist.
Hinsichtlich beider Wallanlagen wird vermutet, dass es sich um Burganlagen handeln könnte. Träfe diese Vermutung zu, könnte den beiden später errichteten Höfen jeweils der Name einer der beiden untergegangenen Burgen zugeordnet worden sein. Die Scherbenfunde lassen zumindest nicht vermuten, in beiden Höfen Wirtschaftshöfe der Burgen vor sich zu haben. Einstweilen bleiben die bereits 2001 seitens des zuständigen Amtes für Bodendenkmalpflege hierzu in Aussicht gestellten weiteren Untersuchungen abzuwarten.